# Abalessa
Abalessa è una città dell'Algeria, capoluogo dell'omonimo distretto, nella provincia di Tamanrasset nel sud del Paese.